# Сики, Баттлинг
Баттлинг Сики́ (фр. Battling Siki, имя и фамилия при рождении Луи Фаль, фр. Louis Fall, 1897—1925) — французский боксёр, уроженец Сенегала.
Чемпион мира (1922) в полутяжелом весе (выиграл в шестом раунде у Жоржа Карпантье), чемпион Европы (1922) в полутяжелом и тяжелом весе среди профессионалов. Будучи секундантом своего друга, совершил грубый поступок по отношению к секунданту его соперника, в связи с чем был лишён звания чемпиона мира, которое вернулось к Карпантье. Вскоре по решению суда титул был возвращен Сики.
Поселившись в Париже, привлекал к себе внимание прессы (прогуливался по городу в ярких костюмах со львом на поводке и тому подобное). В 1925 году при невыясненных обстоятельствах был застрелен на одной из улиц Нью-Йорка.
Всего за время выступлений выиграл 63 боя, проиграл 22, свел вничью 5 (5 боёв остались без судейского решения).